# Popovjani
Popovjani (makedonska: Поповјани) är en ort i Nordmakedonien. Den ligger i kommunen Kičevo, i den västra delen av landet, 60 kilometer sydväst om huvudstaden Skopje. Popovjani ligger 713 meter över havet och antalet invånare är 293.